# Szorstek sawannowy
Szorstek sawannowy (Uranomys ruddi) – gatunek ssaka z podrodziny sztywniaków (Deomyinae) w obrębie rodziny myszowatych (Muridae), występujący w Afryce Subsaharyjskiej.

## Zasięg występowania
Szorstek sawannowy występuje w oddzielnych populacjach w zachodniej, środkowej i wschodniej Afryce, od południowego Senegalu na wschód do południowo-zachodniej Etiopii i na południe do skrajnie wschodniego Zimbabwe i środkowego Mozambiku.

## Taksonomia
Rodzaj i gatunek po raz pierwszy zgodnie z zasadami nazewnictwa binominalnego opisał w 1909 roku brytyjski zoolog Guy Dollman nadając im odpowiednio nazwy Uranomys i Uranomys ruddi. Holotyp pochodził z Kirui, z Mount Elgon, na wysokości 6000 ft (1829 m), w Kenii. Jedyny przedstawiciel rodzaju szorstek (Uranomys).
Pomimo pewnej zmienności chromosomów Uranomys jest nadal uważany za takson monotypowy i rozpoznawany jest tylko jeden szeroko rozpowszechniony gatunek. Początkowo uważany za przedstawiciela Murinae, U. ruddi został następnie umieszczony z Deomyinae w pobliżu Acomys. Zmienność morfologiczna U. ruddi doprowadziła do nazwania aż siedmiu taksonów, ale są one obecnie synonimizowane z U. ruddi. Autorzy Illustrated Checklist of the Mammals of the World uznają ten takson za gatunek monotypowy.

### Etymologia
- Uranomys: gr. ουρανος ouranos „podniebienie”[15]; μυς mus, μυος muos „mysz”[16].
- ruddi: Charles Rudd(inne języki) (1844–1916), angielski przedsiębiorca w Południowej Afryce, prezes De Beers Mining Company w 1880 roku, sponsor wypraw do tropikalnej Afryki[17].

## Morfologia
Długość ciała (bez ogona) 95–119 mm, długość ogona 60–73 mm, długość ucha 10–15 mm, długość tylnej stopy 16–19 mm; masa ciała 26–43 g.

## Ekologia
Występuje na wilgotnych sawannach, terenach trawiastych i na obrzeżach lasów, lecz nigdy w głębi lasów.

## Populacja
Szorstek sawannowy żyje na bardzo rozległym obszarze, jego populacja wykazuje trend spadkowy; lokalnie może bywać liczna. Nie są znane zagrożenia dla gatunku, jest uznawany za gatunek najmniejszej troski.